# Djerawa
Les Djerawa (ou Jarawa), francisé Djeraoua, étaient une confédération tribale nomade berbère zénète qui a prospéré au nord-ouest de l'Afrique durant le viie siècle. Sous la reine Dihya Kahina, ils ont mené la résistance berbère à la conquête musulmane du Maghreb, à la fin du viie siècle.
La tribu appartient au Botr qui trace sa généalogie à un fils de Temzit, fils de Daris, fils de Zahhik, fils de Madghis El Abter dans le Medracen,,.

## Histoire
La tribu des Djerawa est connue essentiellement par Ibn Khaldoun qui la mentionne à trois reprises. Il écrit que les Djerawa appartiennent au groupe zénète et Botr, et que c'est une tribu très puissante, habitant l'Ifriqiya et le Maghreb central ; et enfin qu'ils pratiquent le judaïsme, religion qu'ils partagent avec de nombreuses autres tribus berbères.
L'origine des Djerawa a souvent été faussée par l'influence exercée par les théories d'Émile-Félix Gautier, qui faisait d'eux une tribu de grands nomades chameliers libyens, récemment arrivés dans l'Aurès lors de la conquête musulmane du Maghreb, nécessairement différents des Awerba (Branès sédentaires) de Koceïla. Puisqu'Ibn Khaldoun faisait des Djeraoua des Botr, Gautier les lie à sa théorie des migrations des nomades chameliers.
En effet, les survivants de l'armée de la Kâhina, peut-être des Djerawa se rallient aux conquérants musulmans. Les Arabes opérèrent dès 697-700 la fusion des tribus libyennes (Botr) avec les vaincus de l'Aurès. L'union est militaire, mais elle prend également une forme spécifiquement berbère, par affiliation onomastique : les Aurasiens ralliés, dont probablement les Djerawa, deviennent des Botr eux aussi, ce qu'enregistrent ultérieurement les généalogistes. Les Djerawa deviennent dès ce moment autant des Zenâta que des Botr.
Toutefois, selon plusieurs chroniques, il semble que les Djerawa se sont déjà installés dans les confins des Aurès bien avant l'arrivée des conquérants arabes ainsi qu'après l'invasion des Arabes au IXe siècle . La tribu était également répertoriée dans les monts du Zab qui est l'actuelle Wilaya de Biskra .
Lorsque la domination des Djerawa sur la région fut détruite, les restes de cette tribu s'incorporèrent dans les autres tribus, tandis qu'une fraction de ces Djerawa alla s'établir près de Melilla, dans le Rif,. Ils donnèrent leur nom à la localité de Jrawa, de la province de Berkane.

## Membres célèbres
- Dihya, reine berbère, qui serait selon Ibn Khaldoun, issue de l'arbre généalogique suivant : « fille de Tabeta (ou Mâtiya), fils de Tifan (ou Nîcan), fils de Baoura, fils de Mes-Kesri, fils d’Afred, fils d’Ousîla, fils de Guerao »[21]. Cette femme a probablement régné sur une zone géographique située entre les Aurès et une partie Est de l'Ifriqiya. Elle aurait rassemblé diverses tribus berbères pour lutter contre les troupes omeyyades lors de la conquête musulmane du Maghreb au viie siècle. Dihya aurait été tuée dans un endroit dans les Aurès qui correspondrait à l'actuel Bīr al-Kāhina, à Tabarqa. Toutefois cet emplacement est réfuté par les historiens ; de plus d'autres emplacements de sa mort ont aussi été évoqués. Cette chef de tribus aurait gouverné pendant 65 ans et elle aurait vécu 127 ans selon Ibn Khaldoun.

- Le fils aîné de Dihya aurait été le chef responsable des Idjerawen. Il aurait été désigné par Hassan Ibn Numan, un chef militaire omeyyade. Hassan aurait proposé une amnistie générale aux Berbères à condition de la conversion à l'Islam et de reconnaître l'autorité omeyyade  et de livrer des soldats qui seront capables de faire la guerre dans la péninsule ibérique. L'armée omeyyade a grossi son contingent avec une partie des nouveaux Berbères convertis pour aller vers l'Est convertir d'autres tribus.

- Khenchela, fille de Dihya.

## Religion
Selon l'historien Ibn Khaldoun, à la veille de la conquête musulmane du Maghreb, plusieurs tribus berbères pratiquaient le judaïsme et le christianisme,. 
Il rapporte : « Une partie des Berbères professait le judaïsme, religion qu'ils avaient reçue de leurs puissants voisins, les Israélites de la Syrie. Parmi les Berbères juifs, on distinguait les Djeraoua, tribu qui habitait l'Auras et à laquelle appartenait la Kahena, femme qui fut tuée par les Arabes à l'époque des premières invasions. Les autres tribus juives étaient les Nefouça, Berbères de l'Ifrikïa, les Fendelaoua, les Medîouna, les Behloula, les Ghîatha et les Fazaz, Berbères du Maghreb el-Aqsa... Idrîs Premier, descendant d’EI Hacen étant arrivé au Maghreb, fit disparaître de ce pays jusqu’aux dernières traces des religions (autres que l’Islam). Aussi nous disons qu’avant l’introduction de l’Islamisme, les Berbères de l’Ifrîkia et du Maghreb vivaient sous la domination des Francs et professaient le christianisme, religion suivie également par les Francs et les Grecs ».
Ibn Khaldoun distinguait : 
- les Djeraoua (ou Dejrawa), tribu qui habitait les Aurès et à laquelle appartenait la Dihya Kahena, une reine guerrière berbère qui fut tuée par les Arabes à l'époque des premières invasions
- les Nefousas (ou Nefzaouas), les Berbères de l'Ifriqiya
- les Fendelaoua, les Medîouna, les Behloula, les Ghîatha et les Fazaz, Berbères du Maghreb al-Aqsa (actuel Maroc).

Les tribus citées sont donc originaires de l'actuelle Tunisie (ancienne Ifriqiya), la Libye, des Aurès en Algérie et de l'actuel Maroc. Mais Ibn Khaldoun ne donne pas plus de précisions sur ces tribus. Dans d'autres chapitres de son Histoire des Berbères, Ibn Khaldoun traite de la résistance de la Kahina à la conquête musulmane ou de l'histoire des tribus citées mais sans plus mentionner leur religion.
L'opinion du judaïsme de la tribu, partagée par de nombreux orientalistes a été rejetée, récemment par M. Talbi pour qui la tribu était judaïsée, puis s'était convertie au christianisme sous la domination romaine. Il fait remarquer que la traduction de Slane présente certaines erreurs. D'après Gabriel Camps, les deux tribus berbères, Dejrawa et Nefzaouas, étaient de confession chrétienne avant l'arrivée de l'Islam.
Il est à noter que, pour Ibn Khaldoun, tous les Berbères sont directement ou indirectement liés entre eux, point sur lequel des historiens anciens (comme Hérodote, Ibn Hazm, Salluste) et contemporains tels qu'entre autres Émile-Félix Gautier ou Gabriel Camps divergent. D'une façon plus globale, les récits historiques  font l'objet de désaccords ou de discussions.